# Bipeltochernes pakistanicus
Genre
Espèce
Bipeltochernes pakistanicus, unique représentant du genre Bipeltochernes, est une espèce de pseudoscorpions de la famille des Chernetidae.

## Distribution
Cette espèce est endémique du Pendjab au Pakistan. Elle se rencontre vers Murree.

## Description
La carapace du mâle holotype mesure 1,09 mm de long sur 0,93 mm.

## Étymologie
Son nom d'espèce lui a été donné en référence au lieu de sa découverte, le Pakistan.

## Publication originale
- Dashdamirov, 2005 : Pseudoscorpions from the mountains of northern Pakistan (Arachnida: Pseudoscorpiones). Arthropoda Selecta, vol. 13, no 4, p. 225-261 (texte original).